# Tango (bande dessinée)
Pour les articles homonymes, voir Tango.
Tango, est une aventure de Corto Maltese. Écrite et dessinée par Hugo Pratt, elle se déroule en 1923, dans le milieu interlope de Buenos Aires.

## Personnages

### Personnages historiques
- Robert Leroy Parker, alias Butch Cassidy

### Personnages de fiction
- Corto Maltese : Commandant dans la marine marchande, héros de l'histoire. Il enquête sur le sort de son amie Louise Brookszowyc.
- Louise Brookszowyc : Amie de Corto, juive d'origine polonaise, plus connue sous le nom de « Belle de Milan ». Elle est assassinée dans cette histoire, avec un journaliste. Le marin tente de savoir qui l'a tuée, pour ensuite la venger.
- Esmeralda : Prostituée, amie de Corto, que celui-ci a rencontrée au Honduras dans La Conga des bananes (Corto toujours un peu plus loin). Dans la présente histoire, elle aide le marin à entrer en contact avec plusieurs personnes, dont Butch Cassidy. Lorsqu'elle demande à Corto s'il a déjà été amoureux, celui-ci répond que oui, autrefois[a].
- Señor Harban : Latifundiste, habitant une riche maison à Barrancas de Martinez. A commandité l'assassinat de Louise et du journaliste, qui en savaient trop sur ses magouilles et a fait retomber le crime sur la Warsavia. Il a rencontré Corto en 1906, dans l'« estancia » patagonne des Newbery.
- « China » [surnom donné par son grand-père] Farias Gomez Paso Viola : Nièce d'Harban, elle travaille à l’Armée du salut. S'est occupée de la fille de Louise, avant l'arrivée de Corto.
- Inspecteur Estevez : Homme de main d'Harban, qui a assassiné sous ses ordres Louise et le journaliste. En tendant une embuscade à Corto dans le jardin de son patron, il chute dans un trou de chaux vive.

## L'Histoire
Après quinze ans d'absence, Corto retourne à Buenos Aires, pour répondre à l'appel à l'aide de son amie Louise Brookszowyc. Au terme d’une partie de billard avec son ami Fosforito Ramirez, ils parlent de la Warsavia, association pour laquelle Louise est venue travailler. En vérité, il s'agit d'un organisme de prostitution qui contrôle les bordels du pays et sert de façade à un réseau du crime.
Comment retrouver son amie ? Fosforito lui demande de lui accorder quelques jours et de le laisser faire car cela pourrait être dangereux pour elle. Hébergé chez son ami Vasco Pinti, dans la banlieue de San Isidro, il reçoit le soir même, un coup de téléphone de Fosforito. Victime d’une confusion, quelqu’un a été tué à sa place. Il faut redoubler de prudence... Il a déjà des renseignements sur Louise : elle a disparu depuis quelques mois déjà, avec sa fille Maria, âgée de trois ans. C’est par le señor Gomez qu’il sait cela ; il lui a d’ailleurs arrangé une rencontre avec lui...
Gomez lui fait savoir que Louise est morte et que son enfant est introuvable. Louise avait rencontré un journaliste qui voulait l’aider pour démasquer la Warsavia ; il fut tué. La police ne bougea pas. Peu après on apprit qu’elle s’était suicidée en se jetant d'un troisième étage.
Louise morte, sans doute assassinée, il reste à la venger. Corto décide alors de mener son enquête sur les circonstances réelles de sa mort, mais auparavant il veut rechercher la petite Maria.
À « la Centrale », l’inspecteur de police Estevez est avisé que des personnes se posent des questions sur l’affaire Brookszowyc, dont un certain Corto Maltese, qui semblerait être un ami de Louise. En entendant son nom, l’inspecteur appelle les archives pour sortir les dossiers de Patagonie datant de 1902 à 1910. Il veut vérifier si ce n’était pas le nom de ce marin qui fréquentait les bandoleros yankees qui attaquaient les banques.
De son côté, Corto a appris que Louise était hébergée par la famille Farias, très connue à San Isidro et dont l’une des filles est lieutenant dans l’Armée du salut. Il veut la rencontrer.
Il aurait cependant besoin de l’aide d'un ancien compagnon surnommé El Gringo : Butch Cassidy, un hors-la-loi, donné pour mort et vivant sous une fausse identité. Il avait fait partie de ces hors-la-loi qui furent engagés, au début des années 1900, pour défendre les gros propriétaires anglo-américains contre les soulèvements des indigènes. Pour le joindre, il va voir son amie Esmeralda. Elle saura trouver le moyen de transmettre à El Gringo, que Corto cherche à le revoir...
Plus tard, Corto se rend au siège de l’Armée du salut pour rencontrer le lieutenant China Farias Gomez qui lui apprend que l’enfant de Louise est sous leur protection. Elle lui remet une lettre où Louise exprime le désir que sa petite Maria soit conduite par Corto jusqu'à Venise afin de la confier à Petit Pied d’argent...
Après avoir accepté une invitation à une soirée dansante de l'Armée du salut au Club Sportif de San Isidro, une lettre signée El Gringo l’attend à son retour : « Il faut qu'on se voie, Corto... »
En attendant, Fosforito lui apprend, devant la gare de Borges (es), que l’inspecteur Estevez avait donné l’ordre de tuer Louise pour faire retomber le crime sur la Warsavia et camoufler ainsi les intrigues des propriétaires étrangers pour protéger leurs intérêts.
La présence de Corto devient gênante. Des tueurs sont à ses trousses mais Butch sera là pour lui sauver la vie...
À l’instigation de Butch, le grand-père de China, le señor Habban, gros propriétaire américain, invite Corto Maltese à une soirée. Le señor Habban, n’est pas un inconnu. Corto l’a déjà rencontré voilà 17 ans. Parmi les invités, il y a l’inspecteur Estevez.
Tout est en place pour accomplir la vengeance...
Le 20 juin 1923, Esmeralda et la petite Maria embarquent pour l’Italie par le Río de la Plata, tandis qu'Harban et sa nièce partent pour Viña del Mar afin d'embarquer pour les Caraïbes, en attendant que la situation troublée à Buenos Aires se calme.

## Hugo Pratt, le tango et l'Argentine
Hugo Pratt a vécu plusieurs années en Argentine, s'étant installé à Buenos Aires en 1949 et y a vécu quasiment sans interruption jusqu'à 1962. Ce pays ayant une longue histoire de la bande dessinée a été pour lui important pour sa formation de bédéiste, grâce à ses rencontres avec des personnes comme Cesare Civita et Héctor Oesterheld et il s'y est fait de vrais amis. Il n'est donc pas étonnant qu'il ait réalisé une histoire ayant Buenos Aires pour cadre. Mais contrairement aux autres épisodes de la série de Corto Maltese, celui-ci délaisse l'onirisme habituel, au profit d'une intrigue policière mettant en avant le côté sombre de son pays d'adoption. Ce qui lui permet par la même occasion d'évoquer de nombreux aspects de l'Argentine, sa culture et son histoire,.

### Le Tango

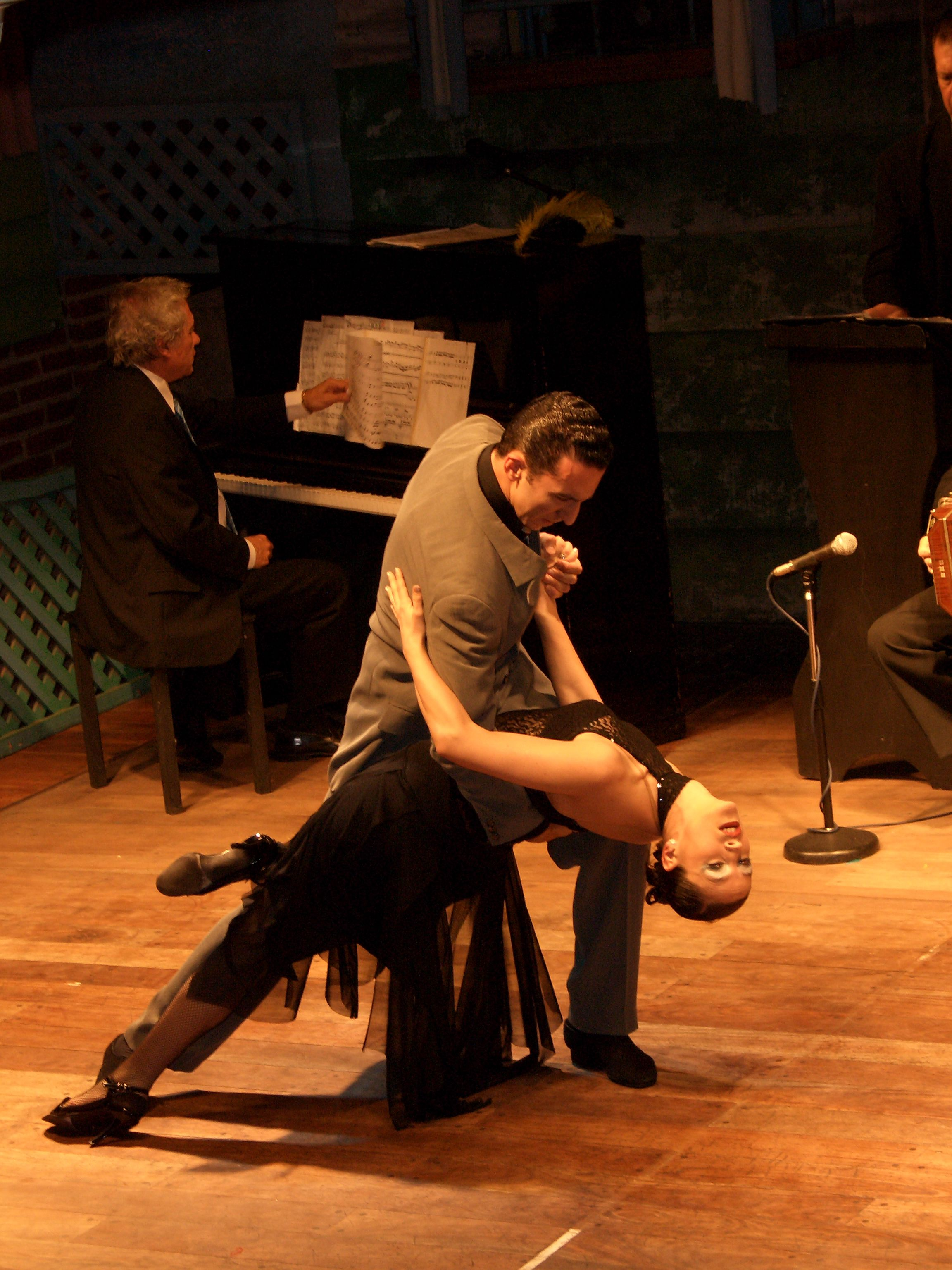
Dans le monde entier, "danser un tango" est synonyme de séduction. Le tango est un art complexe construit à partir de la danse.

L'Argentine a aussi joué un rôle pour le bédéiste dans son intérêt pour deux styles musicaux qui l'ont marqué : le jazz (c'est dans la capitale qu'il a rencontré son futur ami Dizzy Gillespie) et le tango. Pratt rend principalement hommage au tango, lui qui écoutait des musiciens comme Astor Piazzolla pour dessiner Tango. Il a même déjà écrit sur ce style musical un texte, repris dans l'album, évoquant cette musique métissée d'influences variées. Dans ce texte, il explique que le tango est le fruit de différentes musiques : africaine apportée par les esclaves noirs, espagnole à travers les zarzuelas, cubaine avec les habaneras, créole de par la milonga (représentée par Gabino Ezeiza (es)), italienne, etc. D'abord populaire, il a progressivement gagné ses lettres de noblesse en inondant l'Europe, notamment grâce à Carlos Gardel. Pratt considère cet artiste français comme le plus célèbre des chanteurs de tango, qui collabora par exemple avec Modesto Papavero (es) pour son Leguisamo solo (es) (rendant hommage au jockey uruguayen Irineo Leguisamo). Le bédéiste parle du tango comme étant accompagné par les femmes argentines, qu'il considère comme parmi les plus belles du monde, issues du mélange « afro-hispano-indo-judéo-russo-italo-germano-turco-franco-anglo-gallois ».
Y todo a media luz, titre original de l'histoire, évoque A media luz, titre d’un tango des années 1920, composé par Edgardo Donato (es) et Carlos César Lenzi (es). Quant au titre francophone Tango, il a été choisi à la place de l'original, que les Français n'auraient pas compris. Le nom « Y todo a media luz » (« Et tout dans une demi-lumière ») se réfère donc à une chanson populaire en Argentine, qu'on entendait souvent dans les « maisons de rendez-vous ». Il parle aussi du fait que l'intrigue se déroule généralement de nuit ou dans la pénombre. D'ailleurs, le bédéiste explique que les nuits argentines sont agréables, avec un ciel formidable. Les deux lunes souvent représentées sur les cases sont le fruit de phénomènes de réverbération. Pour en revenir à la chanson, ses paroles évoquent une adresse de Buenos Aires, ville où pullulent les garçonnières : « 348 avenue Corrientes, 2e étage, ascenseur, sans concierge ni voisin, et dedans, cocktail et amour... ». Outre que l'avenue en question est associée au tango, c'est cette même adresse où vit Fosforito, l'ami de Corto.
Corto venu pour la première fois à Buenos Aires lors de son retour en Argentine en 1908. Il y apprit le tango, y fréquenta Jack London, Mansfield et y fit la connaissance du futur dramaturge américain Eugene O'Neill, à l'hôtel le Drowning Maud,. Ensemble, ils s'amusaient avec Carolina Maud et sa conseur Eve Leneve, comme l'explique le marin dans cette histoire à son ami Vasco.

### Auteurs argentins
Dans certaines cases, Corto lit un auteur argentin : Leopoldo Lugones, à qui le bédéiste voulait rendre hommage. Dans la planche 34, et sans doute aussi dans la planche 47, on voit Corto lire son ouvrage El Payador (recueil, paru en 1916, de conférences données en 1913). Un autre écrivain argentin, Jorge Luis Borges, est évoqué allusivement, au moyen d'un grand panneau portant le nom de la gare bien réelle de Borges. Pratt le considérait comme un grand écrivain, mais il ne voulait pas lui rendre hommage ouvertement, à cause des propos qu'il a tenus vers la fin de sa vie, et de toute façon l'œuvre de Jorge Luis Borges s'est fait connaître après que Corto Maltese eut quitté l'Argentine. Toutefois, Pratt reconnaît que « Borges a enseigné une chose très importante : raconter des mensonges comme si c'était la vérité. De lui, j'ai appris à raconter la vérité comme si c'était un mensonge ». De fait, Les Celtiques et Les Éthiopiques comportent chacun un récit dont le scénario reprend la trame d'une nouvelle de Borges,.
Dans Le désir d'être inutile, Pratt raconte avoir découvert la littérature latino-américaine en Argentine et beaucoup de ses écrivains furent importants pour lui. C'est par exemple le cas de :
- Le Colombien Germán Arciniegas qui, avec sa Biografía del Caribe (1945), qui lui a appris à narrer une histoire avec ironie.
- Le Mexicain Octavio Paz, auteur du Le Labyrinthe de la solitude (1950) et ayant dit qu'un homme possédant un toit s'en retrouve prisonnier (ce qui a longtemps empêché le bédéiste d'acheter une maison).
- L'Argentin Roberto Arlt, auteur du roman Les Sept Fous (es), que Pratt estime beaucoup.

Mais s'il fallait citer un nom en particulier, ce serait celui de Borges. Bien que n'aimant pas ses idées politiques, il apprécie l'écrivain. La Bibliothèque de Babel lui a procuré un grand plaisir. Il partage avec cet écrivain un mélange inextricable de vérités et de mystifications, de personnages réels et fictifs. Il rajoute que tous deux ont probablement le même genre de curiosité intellectuelle, d'où ces points communs dans leurs œuvres.

### Un pays en plein développement

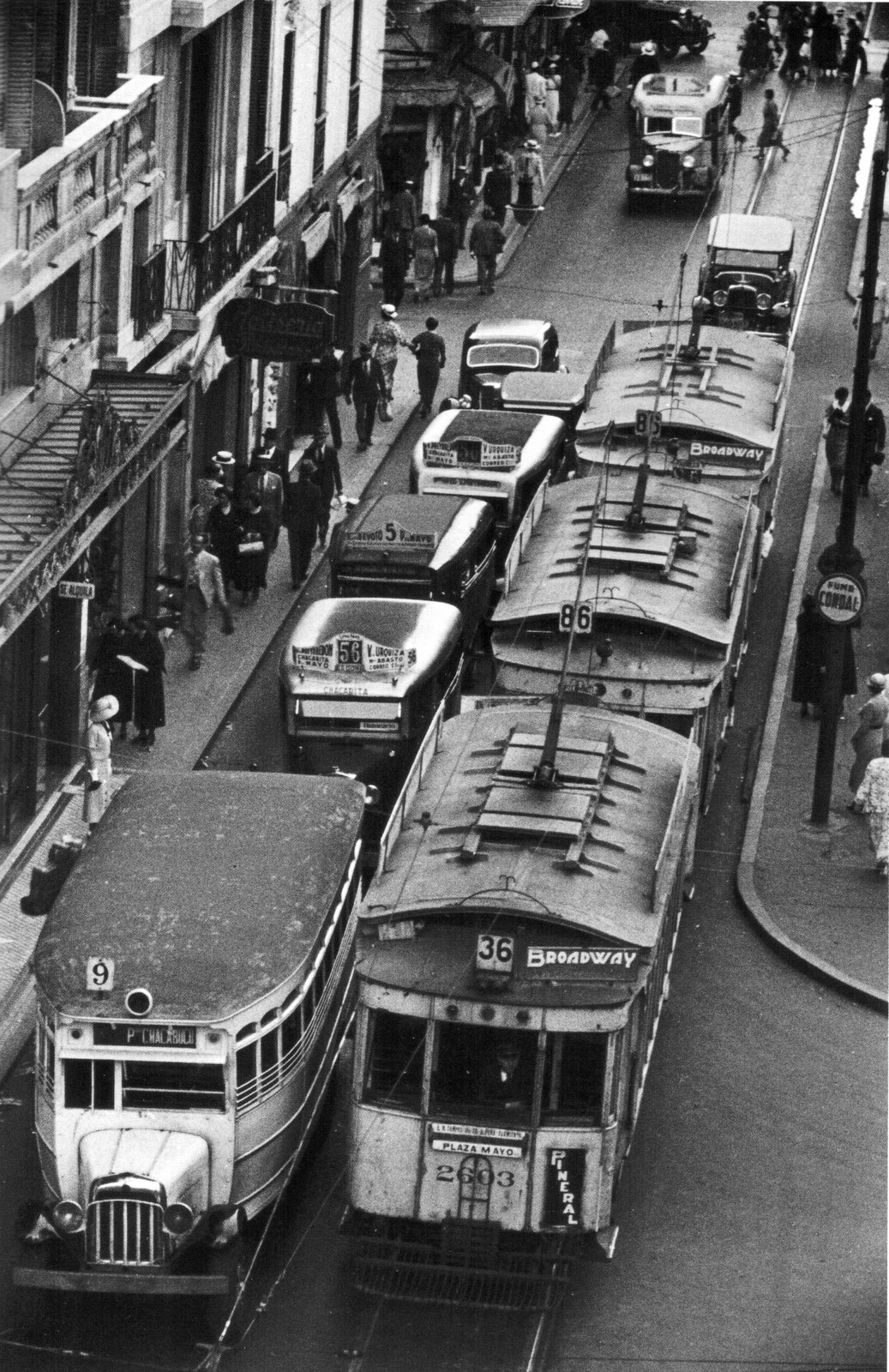
Tramways et bus à l'intersection de Sarmiento et Diagonal Norte, Buenos Aires, en 1936.

L'action de l'album retranscrit bien l'époque où l'histoire se déroule. L'Argentine faisait alors partie des dix pays les plus riches du monde. Cette prospérité dura jusqu'en 1929 et la Grande Dépression mondiale, qui n'épargna pas le pays. Son économie se fonde beaucoup sur l'agriculture, exportant grandement, en particulier grâce au pionnier de la conservation de la viande et autres denrées alimentaires, Charles Tellier. Sa première machine frigorifique fut employée en 1876, lorsque le navire Frigorifique parti de Rouen rapporte de la viande à Buenos Aires en bon état de conservation après 105 jours de mer. Au début du XXe siècle, les exportations argentines augmentent, à peine affectées par la grande guerre, puis dopées par la paix.
De même que le pays attire les investissements du monde entier, particulièrement britanniques et américains. La population nationale augmente grâce à une forte immigration européenne débutée à la fin du siècle précédent. La diversité culturelle qui en résulte est résumée par Pierre Kalfon dans son livre Argentine (1973) ; ainsi que par le fameux proverbe argentin « Les Mexicains descendent des Aztèques, Les Péruviens descendent des Incas, et les Argentins descendent… des bateaux ! ». Les immigrés amènent avec eux plusieurs sports, tels que le billard. Une partie de billard italien ouvre d'ailleurs l'épisode, cette variante étant populaire dans le pays, comme d'autres d’Amérique latine. La boxe aussi est appréciée : dans l'album, deux criminels évoquent le combat entre l'Argentin Luis Ángel Firpo (es) et l'Américain Jack Dempsey ayant eu lieu le 14 septembre 1923, qui devait se tenir peu après l'intrigue. Citons également les sports hippiques, qui se tenaient à l'Hipódromo de Palermo (es). Ces immigrations et leurs apports participèrent au peuplement du pays et à son développement.
La capitale, tout comme d'autres communes argentines (Rosario, La Plata, Córdoba...), fut parmi les premières villes au monde à se doter de diverses technologies : électricité, métro, tramway, téléphone... tout en développant son port (es) sur l'Atlantique. Ce progrès, Pratt n'hésite pas à le mettre en avant dans ses cases de manière plus ou moins discrète. Buenos Aires comptait alors égaler ses rivales, telles que Paris, Londres ou New York. Son plan quadrillé se perce de larges avenues (telles que l'Avenida de Mayo), isolant les cuadras (es) (pâtés de maisons), grâce aux travaux initiés par l'intendant Torcuato de Alvear à la fin du XIXe siècle, imitant en cela le baron Haussmann. La métropole porteña (es) se caractérise alors par différents styles architecturaux, comme le victorien. Elle se dote même en 1923 d'un gratte-ciel art nouveau, le Palacio Barolo, surmonté d'un phare permettant de communiquer avec celui du Palacio Salvo de Montevideo (Uruguay), 200 km plus loin. Buenos Aires hésite ainsi entre se parer d'influences européennes et suivre son propre chemin. Mais le dynamisme argentin n'a pas que des conséquences positives...

### La prostitution

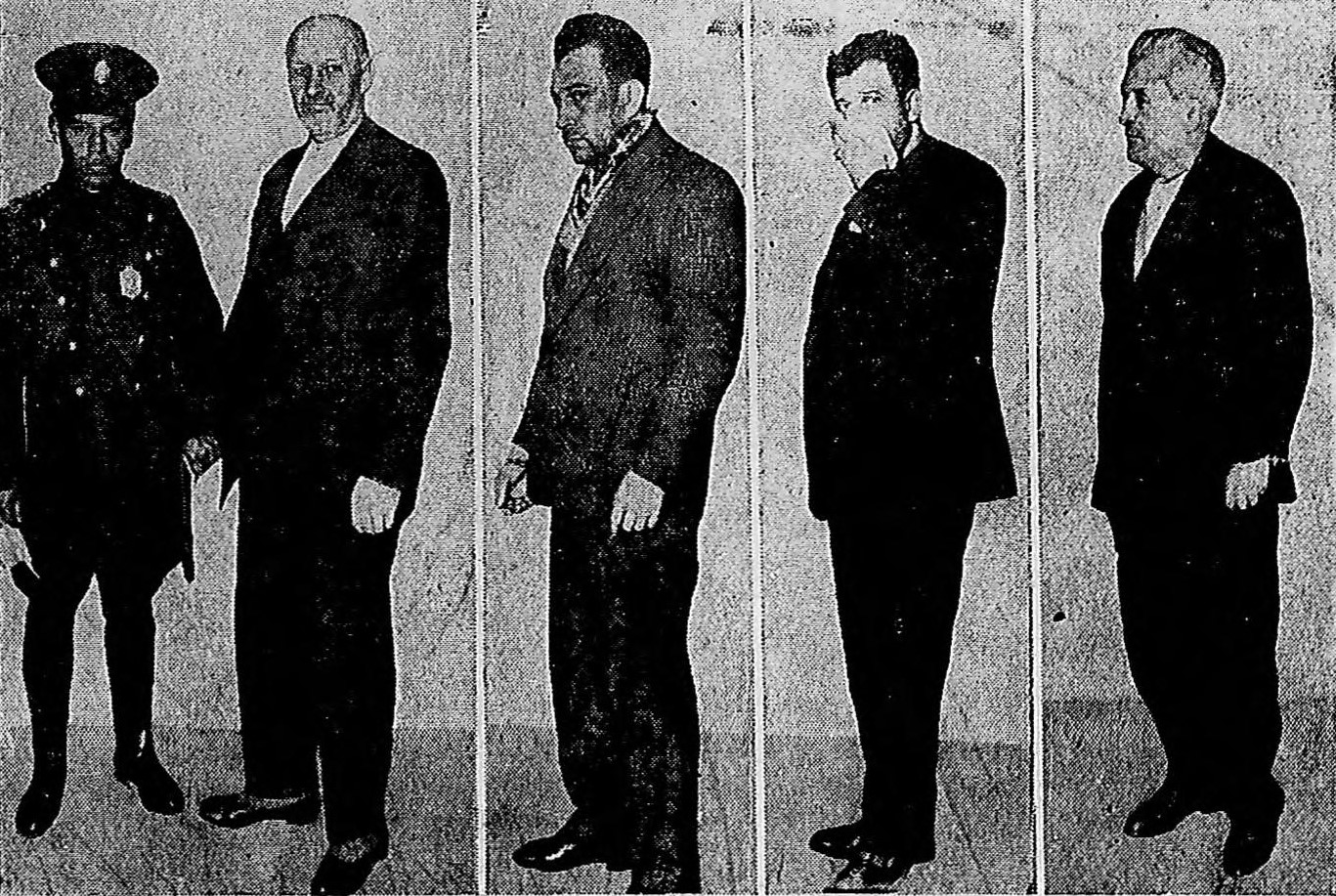
Membres suspectés de Zwi Migdal. Photo issue du journal argentin diario Crítica, datant de septembre 1930.

La face sombre de l'Argentine est largement évoquée dans cette histoire : la criminalité. L'auteur parle beaucoup de la Warsavia, œuvre d'assistance sociale et religieuse entre criminels ashkénazes exclus de leur communauté et privés du rituel juif, créée en 1906 par Noé Trauman, puis renommée en 1929 Zwi Migdal. Rapidement, elle instaura une organisation internationale de traite des Blanches (imitée plus tard par le groupe dissident de l’Ashkenazum, ainsi que par l'Italian concha), qui dura jusqu'en 1939 et qui prospéra en particulier dans ce pays. La majorité des victimes sont des Juives abusées par de fausses promesses de mariage, qui sont attirées vers la capitale et Rosario. En attendant, cette société de près de 300 membres profita de sa puissance pour soudoyer la police et agir librement, contrôlant au minimum 3000 prostituées sur les 30 000 que compte le pays.
Il faut dire que l'économie de la capitale argentine reposait aussi sur une forte prostitution, avec de nombreuses maisons closes, sachant qu'il y existait en 1910 un ratio d'environ deux hommes pour une femme. Cet état de fait est évoqué en particulier par Zino Davidoff racontant sa jeunesse à Buenos Aires en 1926, León Klimovsky dans son film La Parda Flora (es) (1952), Jorge Luis Borges dans son Hombre de la esquina rosada (es), ainsi qu'Albert Londres dans Le chemin de Buenos Aires (La Traite des Blanches) en 1927. Ce dernier, dénonçant la responsabilité collective dans ce trafic, explique que les principales victimes sont les Françaises (très prisées par les clients), les Polonaises (dites « Polaks ») et les Créoles autochtones. Le quartier de La Boca, un des berceaux du tango, est particulièrement concerné, situé non loin des conventillos (es), ces logements précaires où s'entassent les immigrés. Les prostituées, soumises à un rythme de passes abominable, risquent beaucoup lorsqu'elles tentent de s'en sortir, comme ce fut visiblement le cas dans cet épisode de Louise qui s'allia l'aide d'un journaliste ; mais tous deux furent tués. Ce n'est que vers la fin des années 1920 que les États luttent réellement contre ce fléau, avec l'aide de la Société des Nations, ainsi que des associations de protection. L’immigration est freinée règlementairement en 1930 et nombre d'arrestations sont menées, conduisant souvent sur des relaxes. Malgré tout, la prostitution diminue progressivement dans le pays.

### Les latifundistes

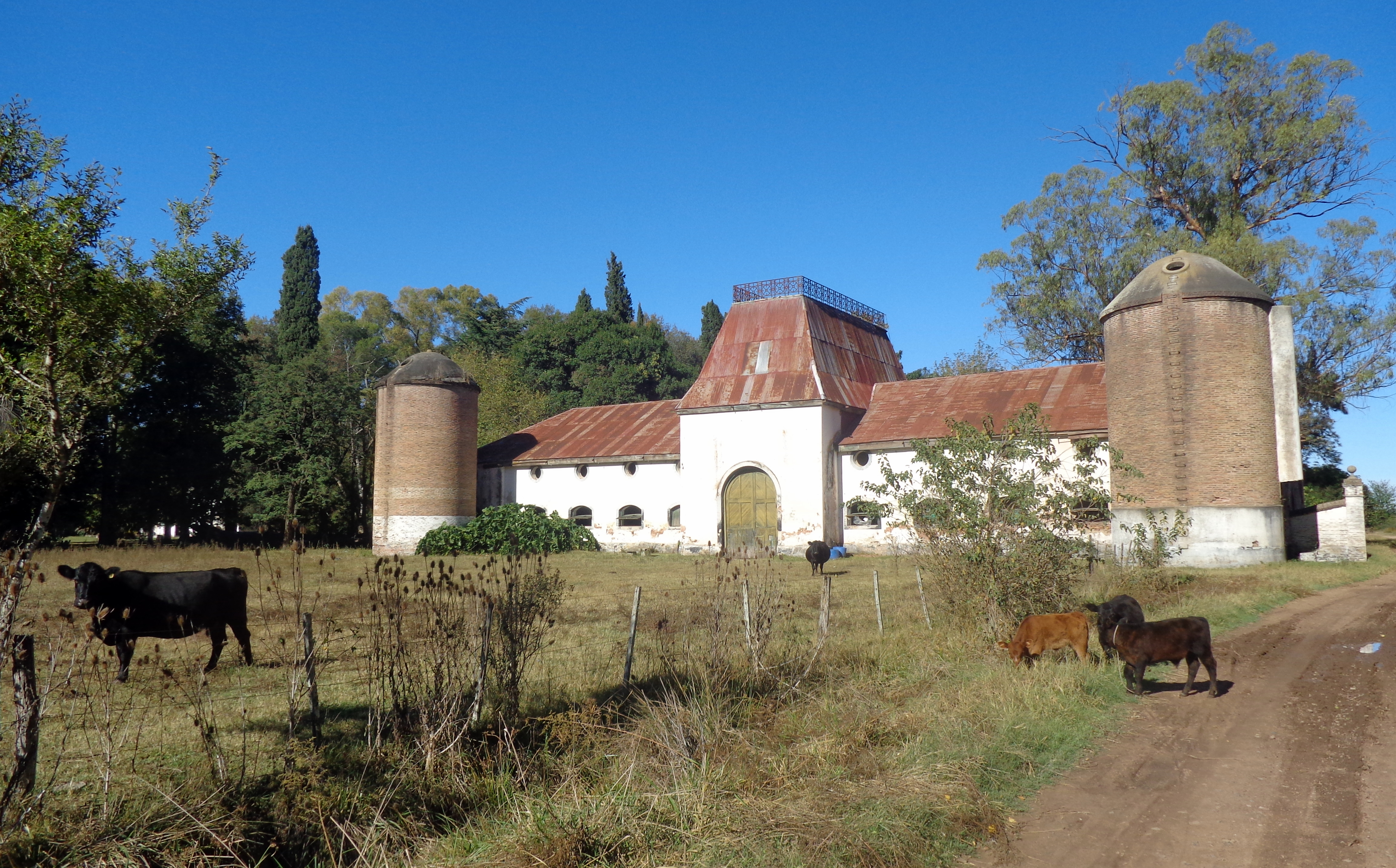
Estancia “San Martín”, de la firme laitière La Martona. Fondée au XIXe siècle par Vicente Casares. Partido de Cañuelas, Buenos Aires.

Le bédéiste avait découvert la Warsavia en se renseignant sur Butch Cassidy. Il était donc parti pour parler de cette organisation dans son histoire. Mais il lui a semblait qu'il fallait dénoncer un problème plus important aux yeux des Argentins, celui des latifundistes, ces grands propriétaires terriens gérant des latifundias. Il s'agit de vastes exploitations agricoles d'Amérique du Sud, similaires aux ranchs d'Amérique du Nord, également désignés sous le nom d'estancias et d'haciendas dans les pays sud-américains hispanophones, ou encore fazendas au Brésil. En Argentine, leur développement au milieu de la pampa pour l'élevage bovin et ovin, ainsi que la culture de céréales (blé, maïs...), a été favorisé dans les années 1870 par le président Nicolás Avellaneda. Celui-ci édicta une « loi de l'immigration et de la colonisation », permettant l'exploitation de vastes propriétés, entraînant par la même occasion des expropriations d'autochtones,.
Pratt explique que ces propriétaires sont des prête-nom, derrières lesquels se cachent des banques américaines et anglaises, qui possèdent véritablement la Patagonie, spoliant des « peones », avec l'implication de politiciens argentins. Par exemple, l'ex Argentine Southern Land Company (es) de Londres contrôlait 745 000 hectares. Des militaires et des civils s'étaient révoltés contre ces latifundistes, en particulier lors des événements dramatiques de la Patagonie rebelle (1921-1922), à l'origine d'un des plus grands massacres ouvriers de l'histoire du pays. Les latifundistes firent alors appel à des bandits américains pour les aider à les repousser. Le señor Harban, antagoniste de l'histoire, est représentatif de ces propriétaires. Enfant, il arriva en Argentine en 1891 avec son père, ainsi que d'autres Américains qui étaient trop faibles pour lutter contre les gros éleveurs de bétail du Texas. Ils s'intégrèrent dans une collectivité rurale anglo-galloise de Patagonie et affrontèrent l'adversité ensemble. C'est ainsi que les grands familles anglo-américaines de la région constituèrent des sociétés propriétaires de latifundia.
Cet épisode de Corto Maltese fut publié peu après la guerre des Malouines, qui vit en 1982 le Royaume-Uni lutter contre l'Argentine afin de conserver en leur possession les îles Malouines et d'autres îles voisines, à la position stratégique au large des côtes argentines. Encore de nos jours, la Compania Tierras del Sur Argentina S.A. (du groupe italien Benetton) possèderait 900 000 hectares en Patagonie, ce qui représente 9 % des terres cultivables de la région, au détriment des Mapuches. Hugo Pratt, sans forcément être contre le capital, critique ainsi dans cette histoire des capitalistes qui en viennent à tuer des gens, à travers cette ploutocratie.

### Butch Cassidy en question
Corto Maltese a connu le hors-la-loi Robert Leroy Parker alias Butch Cassidy, dit « El Gringo », en 1906, en Argentine - près de Cholila en Patagonie - Cela, avant de se rendre en Afrique avec Raspoutine (comme évoqué à la fin de La Jeunesse de Corto Maltese).
Hugo Pratt tire parti des témoignages contradictoires qui ont suivi la disparition mystérieuse de Butch Cassidy vers 1907, où on le voit mort et ressuscité « plusieurs fois un peu partout », pour le faire apparaître dans cette aventure, vivant sous la fausse identité de Daniel Moore, au cours de laquelle il révèle ce qu’il est devenu.
L'auteur s'est beaucoup renseigné au sujet de ce personnage historique, ainsi que des autres membres de son gang de la Wild Bunch, Harry Alonzo Longabaugh (Sundance Kid) et sa femme Etta Place. Entre 1957 et 1985, il s'est rendu à plusieurs reprises au Lac Puelo, près de la frontière avec le Chili, là où serait mort le Sundance. Ses recherches sur ces personnages ont débuté après avoir lu En Patagonie (en), roman de Bruce Chatwin. En les exécutant, il fut parfois accompagné par le photographe Carlos Saldi (qui partit sur leurs traces jusqu'en Bolivie) et le dessinateur Lele Vianello (it), avec qui il interrogea notamment la police. Il en tira par la suite un dossier sur ces trois bandits et la matière pour son album.
Dans l'histoire, Butch Cassidy apprend à Corto qu'il est resté en Argentine avec Sundance jusqu'en 1907. Ensuite, ils ont fui les hommes de Pinkerton, dévalisant des banques et étant rejoints par des anciens compagnons au passage. Mais l'un d'entre eux, Harvey Logan, devint si mauvais qu'il se fit tuer par ses propres collègues Wilson et Evan. Cassidy a ensuite parcouru l'Amérique du sud avec Sundance : le Chili, la Bolivie, l'Uruguay... Une légende prétend que ce dernier mourut des mains de son ami pour ne pas qu'il finisse livré à l'armée bolivienne à San Vicente. Cassidy précise à Corto, qu'en vrai, l'homme a été descendu en son absence, sur la frontière argentino-chilienne, près du Lac Puelo, sans doute par un desperado. De son côté, Etta retourna aux États-Unis, avant de se rendre au Mexique afin de vendre des armes au général Pancho Villa, lors de la révolution mexicaine.

## Prépublications
- o Prat : Y todo a media luz, dans le magazine Corto Maltese, du numéro de juin à celui de décembre 1985.
- 1986 : Y todo a media luz, cahier détachable 22x23, 72 pages noir et blanc, dans le mensuel Corto, décembre 1986.

## Albums édités en France
Scénario et dessins de Hugo Pratt avec la collaboration de Guido Fuga (it) pour dessiner certains décors et les automobiles.

### Première édition

#### Album broché – noir et blanc
- Tango, éd. Casterman, 1987.

### Rééditions

#### Album broché – noir et blanc
- Tango (nouvelle couverture), éd. Casterman, 2001.
- Tango, Casterman 2012, coll. "Corto Maltese en noir et blanc", couverture souple à rabats, format 23,5/29,5  (ISBN 978-2-203-03361-0).

#### Albums reliés – couleurs
- Tango (documents et aquarelles de Hugo Pratt), éd. Casterman, 1998.
  - Sa sortie, en décembre, était accompagnée d’un Disque compact de tangos joués par le Trio Esquina. Ce disque a été réédité sous une nouvelle présentation, sous le titre, Les Tangos de Corto, éd. Buda Musique, 1998.
    - César Stroscio : bandonéon, Claudio Enriquez : guitare, Carlos Carlsen : contrebasse
    - La Senegalesa - Corto y Louise - A Luis Luchi - El penúltimo - Maldá - Siempre Paris - Mi refugio - Un placer - Maipo - Decarísimo - Casi lloro.
- Tango (format 21.5x29, préface de Marco Steiner, photos de Marco d’Anna : Un voyage métaphysique), éd. Casterman, série Corto Maltese, tome 12, 2009  (ISBN 978-2-203-02449-6)

#### Petit format broché – couleurs
- Tango, éd. Casterman, série Corto, tome 27, paru le 14 octobre 2009  (ISBN 978-2-203-00790-1)